# انتخابات الرئاسة التشادية 2006
انتخابات الرئاسة التشادية 2006 هي الانتخابات الرئاسية التي جرت في 2006، في تشاد، لانتخاب رئيس تشاد، فاز بالانتخابات إدريس ديبي إتنو.